# مبرهنة ليوفيل (تحليل مركب)

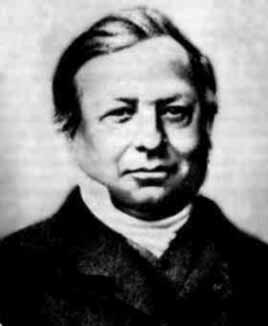

في التحليل العقدي، مبرهنة ليوفيل (بالإنجليزية: Liouville's theorem)‏ تنص على كل دالة كاملة محاطة هي بالضرورة الدالة الثابتة. سميت هذه المبرهنة هكذا نسبة إلى عالم الرياضيات الفرنسي جوزيف ليوفيل.

## البرهان
ليكن b, a أية نقطتين في المستوي Z ولتكن C دائرة مركزها a ونصف قطرها r بحيث باستعمال صيغة كوشي التكاملية الأولى ينتج:-
ولما كانت f (Z) محددة في المستوي Z فإنه يوجد عدد حقيقي موجب M بحيث | f (Z)|< M لكل Z داخل وعلى محيط الدائرة، ولما كان محيط الدائرة 2 ? r فإنه ينتج:
بموجب المتباينة الموجودة في مبرهنة سابقة.
والآن إذا جعلنا r ? ? نجد أن أي ان ولما كانت b, a أية نقطتين في المستوي Z
? تكون الدالة f ثابتة. وبهذا ينتهي البرهان.